# Jonathan Franzen
Jonathan Franzen (født 17. august 1959 i Western Springs, Illinois, USA) er en amerikansk romanforfatter og essayist. Hans internationale gennembrud kom i 2001 med Corrections (da. Korrektioner, 2002).
Franzen har norske og svenske aner; hans far indvandrede til Minnesota fra Sverige. En del af sin universitetsuddannelse har han taget i München hhv. Berlin, og han taler flydende tysk.

## Udgivelser på dansk
| Dansk titel                                   | Genre       | Oversætter           | År   | Originaltitel                   | År   | Forlag    | ISBN                   |
| --------------------------------------------- | ----------- | -------------------- | ---- | ------------------------------- | ---- | --------- | ---------------------- |
| Brudzone                                      | roman       | Mich Vraa            | 2014 | Strong Motion                   | 1992 | Gyldendal | ISBN 978-87-02-15240-1 |
| Korrektioner                                  | roman       | Mich Vraa            | 2002 | The Corrections                 | 2001 | Gyldendal | ISBN 87-02-00326-0     |
| Hvordan man er alene                          | essays      | Mich Vraa            | 2004 | How to be alone                 | 2002 | Gyldendal | ISBN 87-02-02267-2     |
| Ubekvemmelighedszonen: en personlig beretning | erindringer | Mich Vraa            | 2007 | The discomfort zone             | 2006 | Gyldendal | ISBN 978-87-02-05009-7 |
| Frihed                                        | roman       | Mich Vraa            | 2011 | Freedom                         | 2010 | Gyldendal | ISBN 978-87-02-09791-7 |
| Længere væk                                   | essays      | Mich Vraa            | 2013 | Farther Away                    | 2012 | Gyldendal | ISBN 978-87-02-12831-4 |
| Purity                                        | roman       | Mich Vraa            | 2015 | Purity                          | 2015 | Gyldendal | ISBN 978-87-02-14820-6 |
| Ved enden af verdens ende                     | essays      | Jesper Klint Kistorp | 2019 | The End of the End of the Earth | 2018 | Gyldendal | ISBN 978-87-02-27103-4 |